# فرانچسکو ملزی
فرانچسکو ملزی (به ایتالیایی: Francesco Melzi) (۱۴۹۱–۱۵۷۰) یک نقاش ایتالیایی بود که در خانواده‌ای اشرافی در میلان در لمباردی به دنیا آمد. او یکی از شاگردان لئوناردو داوینچی بود.

## نگارخانه

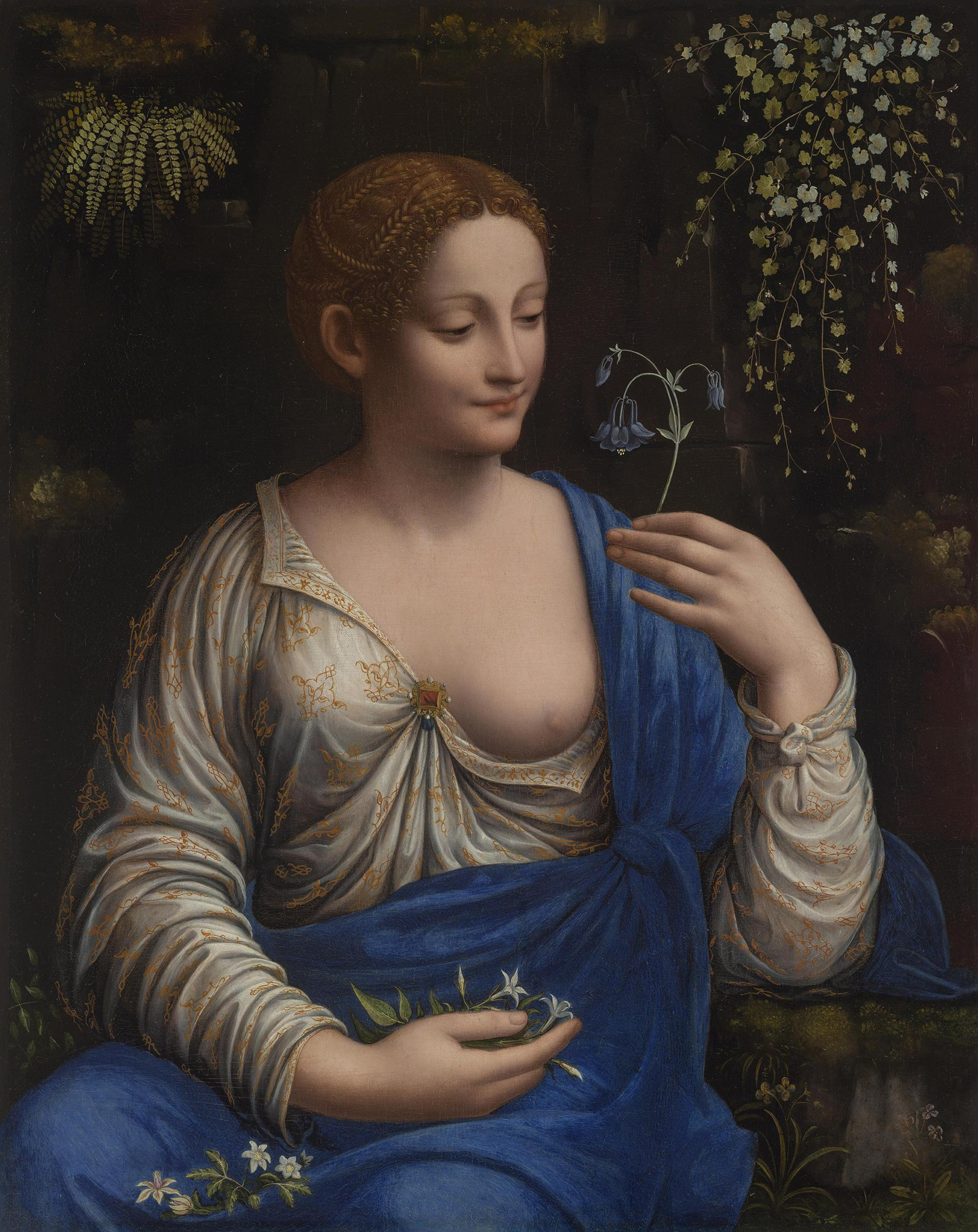
Flora , حدود ۱۵۲۰ روغن روی تابلو انتقال یافته به بوم، ۷۶ x ۶۳ سانتی‌متر، موزه هرمیتاژ (ГЭ-۱۰۷).
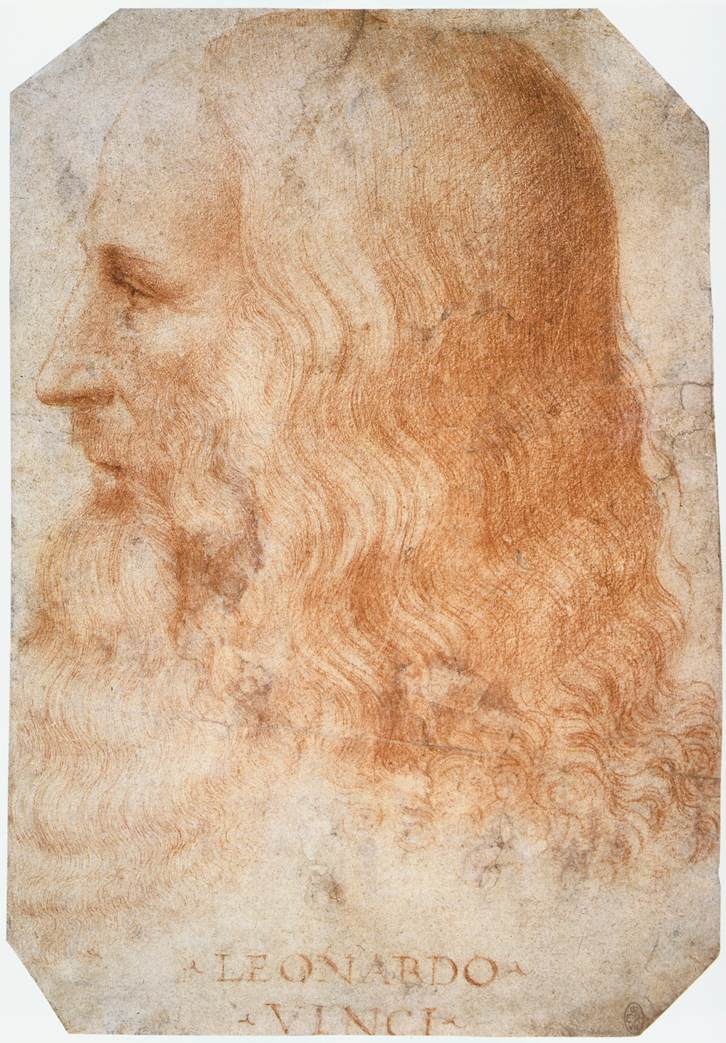
پرتره لئوناردو
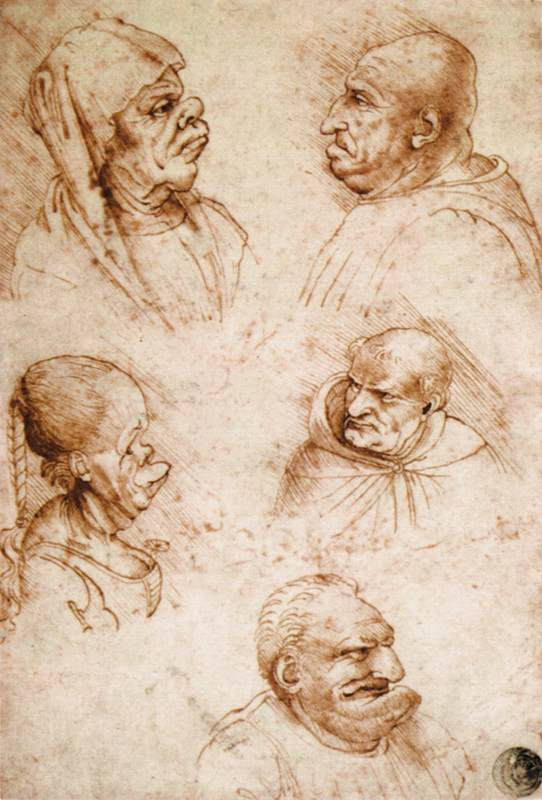
پنج سر گروتسک، حدود ۱۵۱۵